# Leucéna bělohlavá

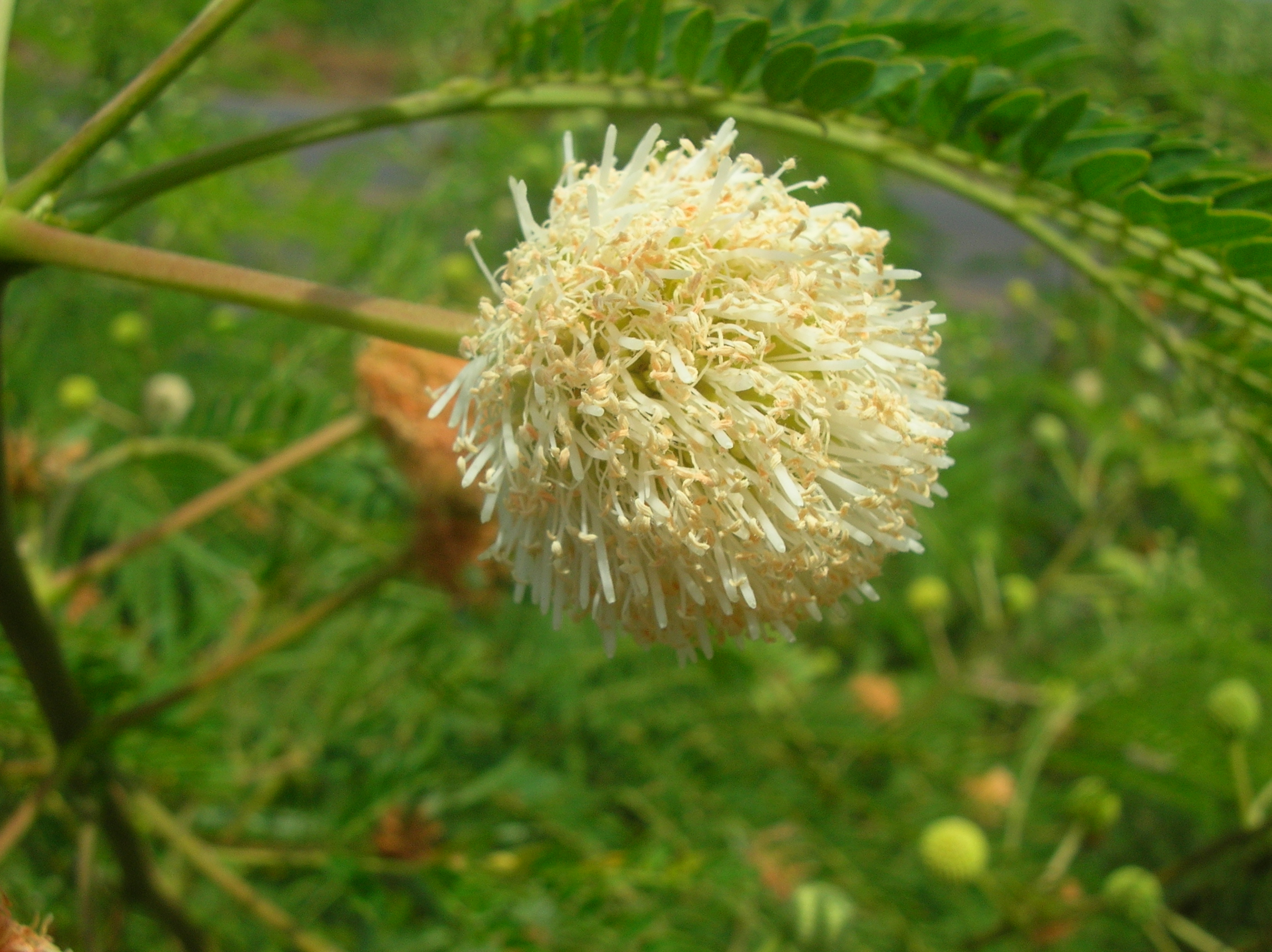
Hlávkovité květenství

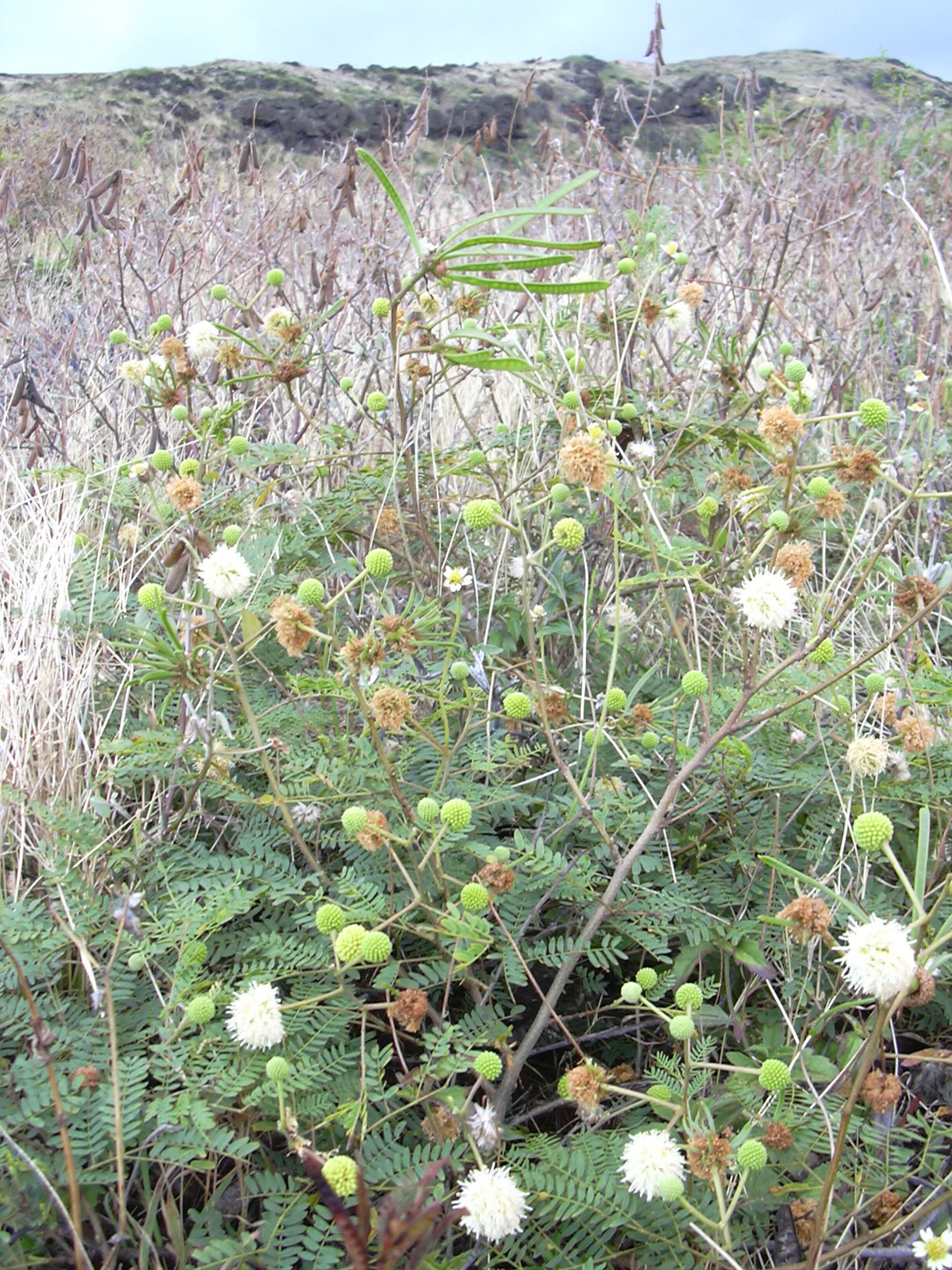
Keř s květenstvími

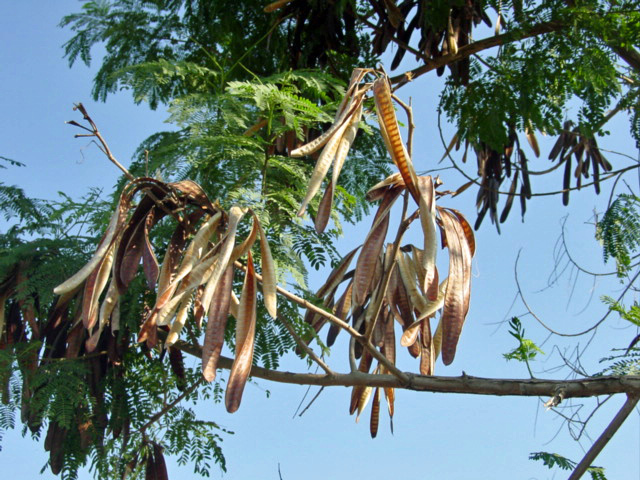
Strom s plody

Leucéna bělohlavá (Leucaena leucocephala) je stálezelená dřevina vyskytující se ve formě nevysokého stromu s otevřenou, zaoblenou korunou nebo rozložitého keře. Je nejčastěji rostoucím, široce kultivovaným druhem nevelkého rodu leucéna, který osídluje území s tropickým podnebím. V některých oblastech je považována za užitečnou rostlinu (např. v Americe), v jiných však za nejhorší plevel (např. v Austrálii či jižní Africe); je dokonce zařazena na seznamu "100 nejinvazivnějších druhů světa".

## Rozšíření
Pochází z jižního Mexika a přilehlých středoamerických zemí, z Guatemaly a Belize. Tento nevelký původní areál byl již v dávných dobách rozšířen severním směrem až do Texasu a Floridy, po celé Střední Americe, většině ostrovů Karibiku a v Jižní Americe od Venezuely a Kolumbie až po Bolívii, Paraguay a sever Argentiny. V pozdější době byla rozšířena pantropicky a v současnosti její areál zasahuje do tropické Asie, Afriky, Austrálie i na tichomořské ostrovy. Je široce pěstovaná, rychle roste, snadno zplaňuje a šíří se i na dosud nedotčená místa, často vystupuje v roli pionýrské rostliny.

## Ekologie
Místa výskytu v tropickém vlhkém nebo polosuchém klimatu bývají ohraničená 15° až 25° zeměpisné šířky na obě strany od rovníku. Vyhovují jí průměrné roční dešťové srážky v rozmezí 650 až 3000 mm s variabilní intenzitou, snese šesti až sedmiměsíční období sucha. Za optimální průměrnou roční teplotu je považováno 25 až 30 °C, při které prosperuje v pásmu od pobřeží až do nadmořské výšky okolo 2000 m n. m. Nesnáší půdy kyselé, saturované hliníkem a přesycené vodou. Potřebuje plně osluněné stanoviště s vápnitou, písčitou půdou do hodnoty 8 pH, která může být i slabě zasolená. Také se řídce vyskytuje v subtropech, kde však v chladnějším období zastavuje růst.
V případě zničení nadzemní části rostliny mrazem vyrůstá druhým rokem z kořenů nová rostlina. Nebývá zahubena lesními požáry, po spálení koruny se znovu opouští z přeživších kořenů. Obdobně se chová po ořezání větví či spasení listů, kdy se velmi rychle obnovuje. Druh má symbiotický vztah s půdními bakteriemi rodu Rhizobium, které žijí v uzlinách kořenů a fixují atmosférický dusík, jeho část využije rostlina a o zbytek je obohacena půda či je použit okolními rostlinami.
Je považována za agresivního kolonizátora opuštěných, původně obdělávaných polí nebo vykácených lesních holin. Produkuje veliké množství tvrdých semen, která si podržují životnosti až 20 let. Při ideálních podmínkách, za dostatku tepla a vody, kvete postupně celoročně a plody dozrávají za 10 až 15 týdnů po odkvětu, rostlina může mít plody již v prvém roce po výsadbě. Často jsou na dřevině ke spatření květy a současně nezralé i zralé plody. V případě horších podnebných podmínek na severní polokouli kvete v dubnu až červenci a plody dozrávají v srpnu až říjnu. Jsou to dřeviny poměrně krátkověké, jejich nejvyšší věk je udáván do 50 let. Ploidie druhu je 2n = 104.

## Popis
Stálezelený strom vysoký obvykle do 15 m nebo rozložitý keř dorůstající do 3 m. Strom mívá hladký, šedohnědý kmen o průměru 10 až 30 cm a jeho větve jsou zpočátku pýřité, později lysé a mají hnědé lenticely. Střídavě vyrůstající listy jsou dvakrát zpeřené, primární vřetena mají dlouhá 15 až 20 cm a sekundárních, dlouhých 5 až 15 cm, bývá tři až deset párů. Vstřícně vyrůstající lístky jsou dlouhé 0,5 až 2 cm a široké 0,2 až 0,5 cm, bývají podlouhle vejčité až čárkovité, na bázi jsou klínovité a na vrcholu špičaté, po obvodě brvité, na líci jasně zelené a na rubu nasivělé. Drobné deltoidní palisty brzy opadávají. Na koncích řapíků listů jsou extraflorální nektaria, které navštěvují nejvíce mravenci. Kořenový systém stromu i keře prorůstá velmi hluboko a je do široka rozložený.
Četné drobné květy jsou v počtech 100 až 180 sestavené do květenství hlávek, která bývají velká asi 2 cm. Hlávky na 3 cm dlouhých stopkách, vyrůstají jednotlivě nebo po dvou až šesti z úžlabí listů na mladých výhonech. Květy jsou bělavé, přisedlé, oboupohlavné a při kvetení vypadají celá květenství jako bílé bambulky, jež později žloutnou. Květ má pětizubý, úzce zvonkovitý, 2 mm dlouhý kalich a korunu s pěti 5 mm bílými plátky. Deset volných, světle žlutých tyčinek čnících z květů nese chlupaté prašníky, stopkatý semeník s mnoha vajíčky má nitkovitou čnělku s drobnou bliznou. Květy neprodukují nektar, nabízejí opylovačům pouze pyl, jsou tetraploidní, bývají opylovány létajícím hmyzem nebo se opylují samosprašně. Z hlávkovitého květenství se obvykle vytvoří 5 až 20 plodů, což je jedním z poznávacích znamení druhu.
Plod je rovný, plochý, kožovitý lusk, který je ve zralosti tmavohnědý až červenohnědý, dlouhý 11 až 22 cm a široký 1,5 až 3 cm. Má stopku 3 cm dlouhou, vespod je špičatý a obsahuje 6 až 25 hnědých, leklých, zploštělých, úzce vejčitých, tvrdých semen, která jsou dlouhá 6 až 9 mm a široká 3 až 5 mm. Lusk se neotvírá explozivně a zralá semena vypadávají na zem v blízkosti mateřské rostliny, některé lusky s dřeviny odpadnou neotevřené nebo s několika nevypadlými semeny; 15 až 20 tisíc semen váži 1 kg.

## Význam
Leucéna bělohlavá má největší význam jako krmivo, v několika zemích jihovýchodní Asie, v Kambodži, Myanmaru, Laosu a Thajsku, je nejdůležitějším zdrojem krmiva pro domácí (přežvýkavce), zkrmují se listy a mladé větvičky. Jsou pro ně chutné, dobře stravitelné a obsahují mnoho bílkovin, což vede k násobným přírůstkům na váze v porovnáním s pouhou pastvou na trávě, proto bývá nazývána "vojtěškou tropů".
Toto výživné krmivo by ale mělo tvořit jen menší část celkové denní dávky, neboť listy i zralá semena obsahují mimosin, aminokyselinu toxickou pro téměř všechny obratlovce, kterým způsobuje po spásání větších dávek šedý zákal, vypadávání srstí a problémy s reprodukcí. Téměř neškodí přežvýkavcům, ti mají v bachoru mikroby Synergistes jonesii, které účinky mimosinu minimalizují. Průběžně rozkvétající květy poskytují včelám dostatek pylu pro dobrou snůšku medu.
Pro lidí jsou jedlé pouze vařené mladé listy, nezralé lusky, nezralá semena nebo květní poupata. Mladé lusky s nezralými semeny se trhají celoročně a prodávají se na tržištích jak v Mexiku, tak v jihovýchodní Asii, kam jsou dodávané z plantáží. Sušená semena jsou velmi tvrdá a před případným použitím se fermentují, nebo se suchá melou na mouku a míchají s kukuřičnou, či se upraží, semelou a nahrazují kávu. Jsou průběžně šlechtěné kultivary s nízkým obsahem mimosinu.
Dřevo leucény bělohlavé je tvrdé a těžké, asi 800 kg/m³, je světle žluté s červenohnědým jádrem, středně husté a při sušení nepraská. Lze snadno zpracovávat na různé stolařské výrobky, zhotovují se z něho parkety, nábytek a mnohé domácí potřeby. Větší využití je omezeno malými rozměry, kmen nebývá širší 20 cm a je často uzlovitý s odbočkami nových větví. Tyče z něj se používají pro podporu popínavých rostlin nebo na ploty. Pro trvalé venkovní stavby není dřevo příliš vhodné, není odolné proti termitům. Jeho předností je vysoká výhřevnost, asi 19 MJ/kg, hoří pomalu, málo kouří, produkuje málo jisker a je z něho míň než 1 % popele. Vyrábí se z něho kvalitní dřevěné uhlí s výhřevnosti až 29 MJ/kg (hnědé uhlí průměrně 17 MJ/kg, černé uhlí 33 MJ/kg). Ze dřeva se také dělá buničina a papír s dobrou potiskovatelností, ale malou pevnosti v tahu a možností vzniku trhlin při skládání, je také vhodnou surovinou pro průmyslovou výrobu dřevotřískových desek.
Dřevina se vysazuje ke zpevnění erozí ohrožených ploch, v okolí domu jako stromy poskytující stín, do větrolamů nebo živých plotů. Má potenciál obnovovat úrodnost půdy, její kořeny zachytávají dusík a rychle se rozkládající listy se používají jako zelené hnojení. Vysazují se v pásech jako stínicí kryt nebo podpora pro mladé rostliny kakaovníků, kávovníků, čajovníků, vanilovníků a dalších plodin. Sázejí se na strmých svazích a v oblastech s prodlouženým obdobím sucha, kde se využívá dobré odolnosti při nedostatku vláhy.

## Invazivita
Leucéna bělohlavá je považována za plevel, když se samovolně vyskytuje v otevřených, často pobřežních nebo říčních stanovištích, v narušených a různě degradovaných ruderálních lokalitách a příležitostně i na zemědělské půdě. Není známo, že by napadala nenarušené uzavřené lesní plochy. Dřeviny tohoto druhu jsou schopné rychle vytvořit monospecifické houštiny nahrazující přirozený les a které často zapříčiňují, že rozsáhlé plochy narušeného terénu budou prakticky nepoužitelné, pro lidi neprůchodné a zároveň budou vytlačovány druhy místní flory. Jako agresivní plevelný druh je evidována ve více než 20 zemích na všech kontinentech s tropickým podnebím.

## Galerie

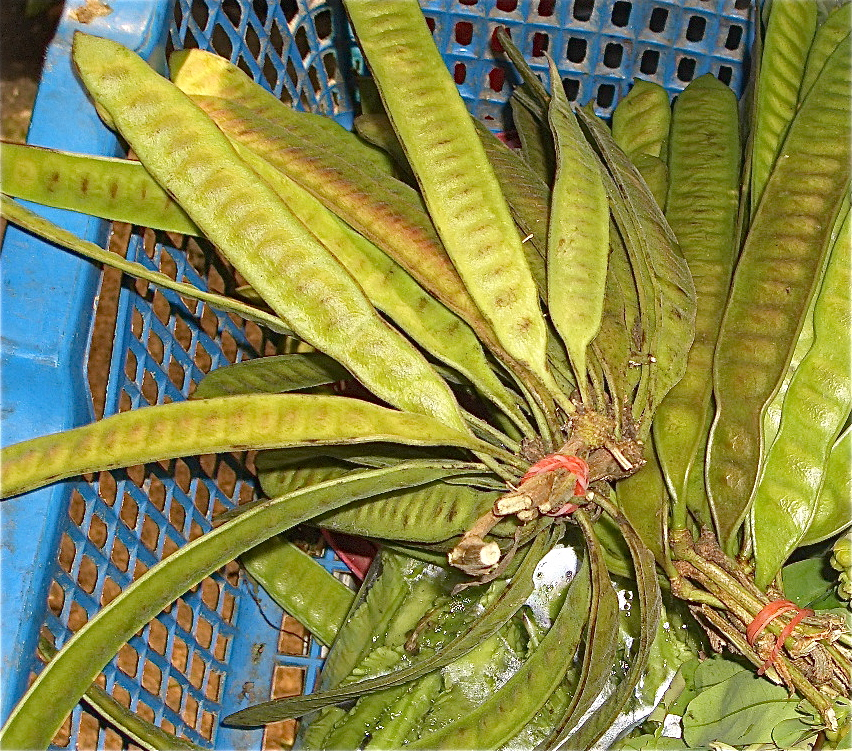
Nezralé lusky k jídlu
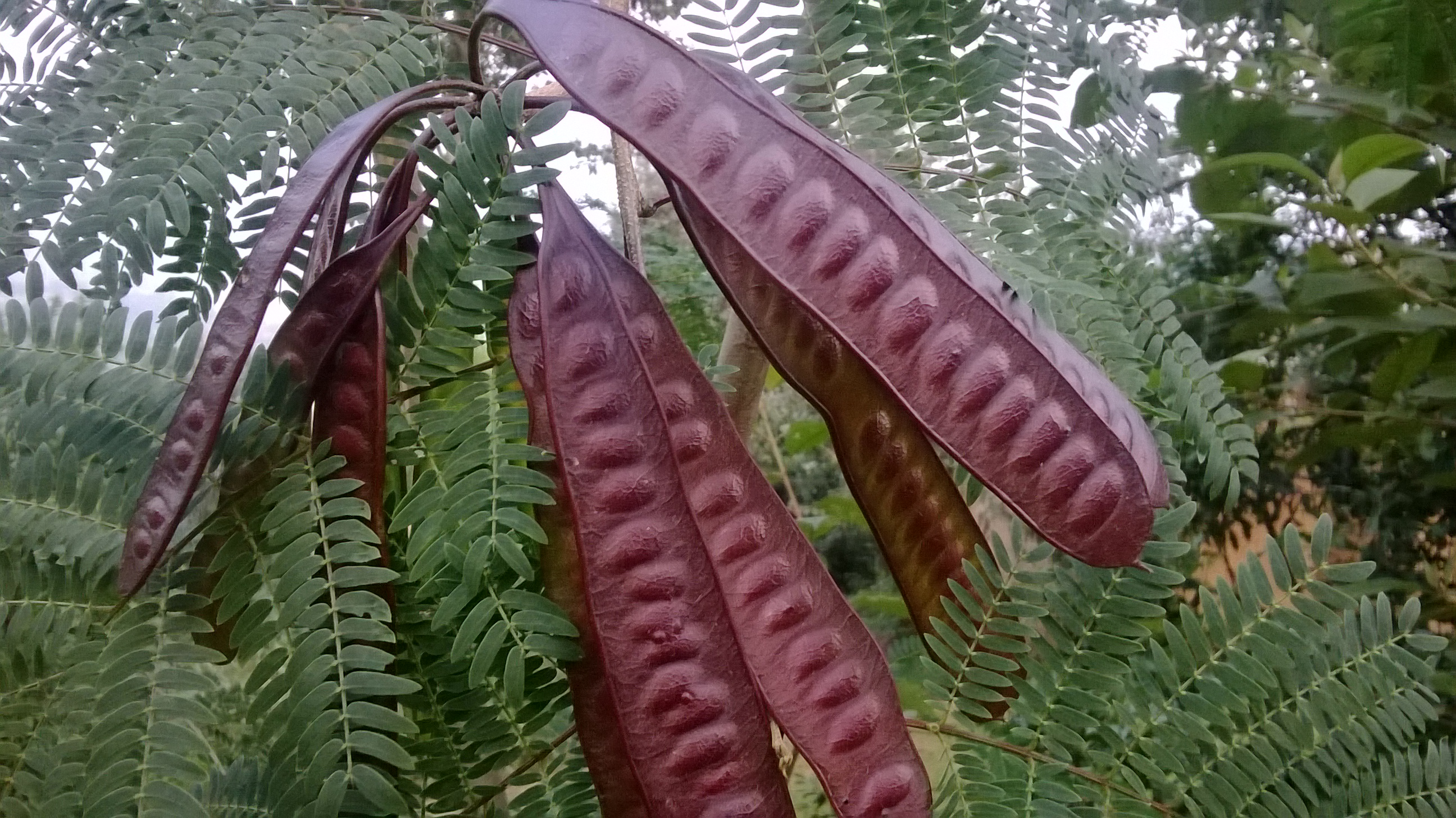
Zralé lusky
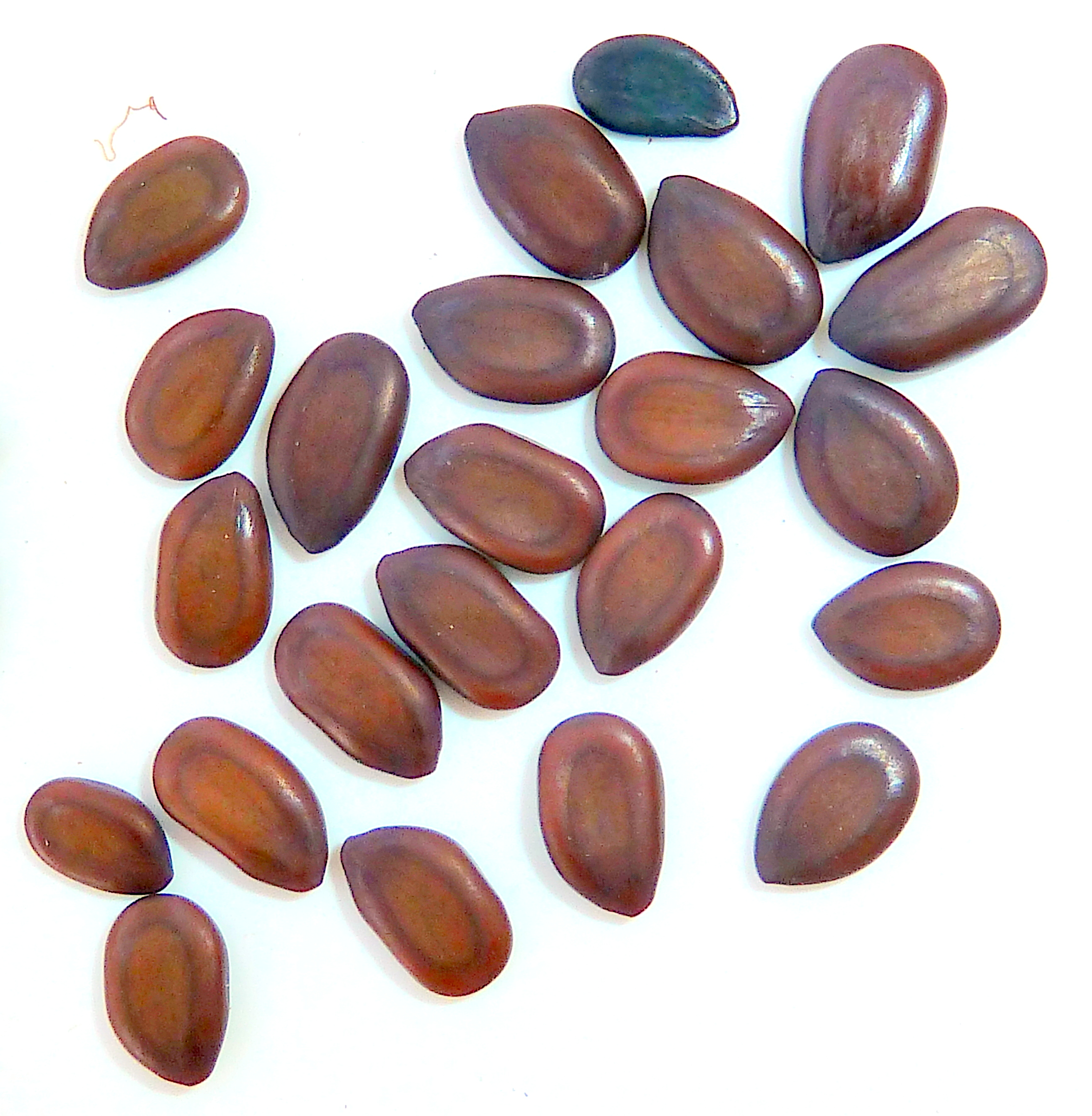
Semena
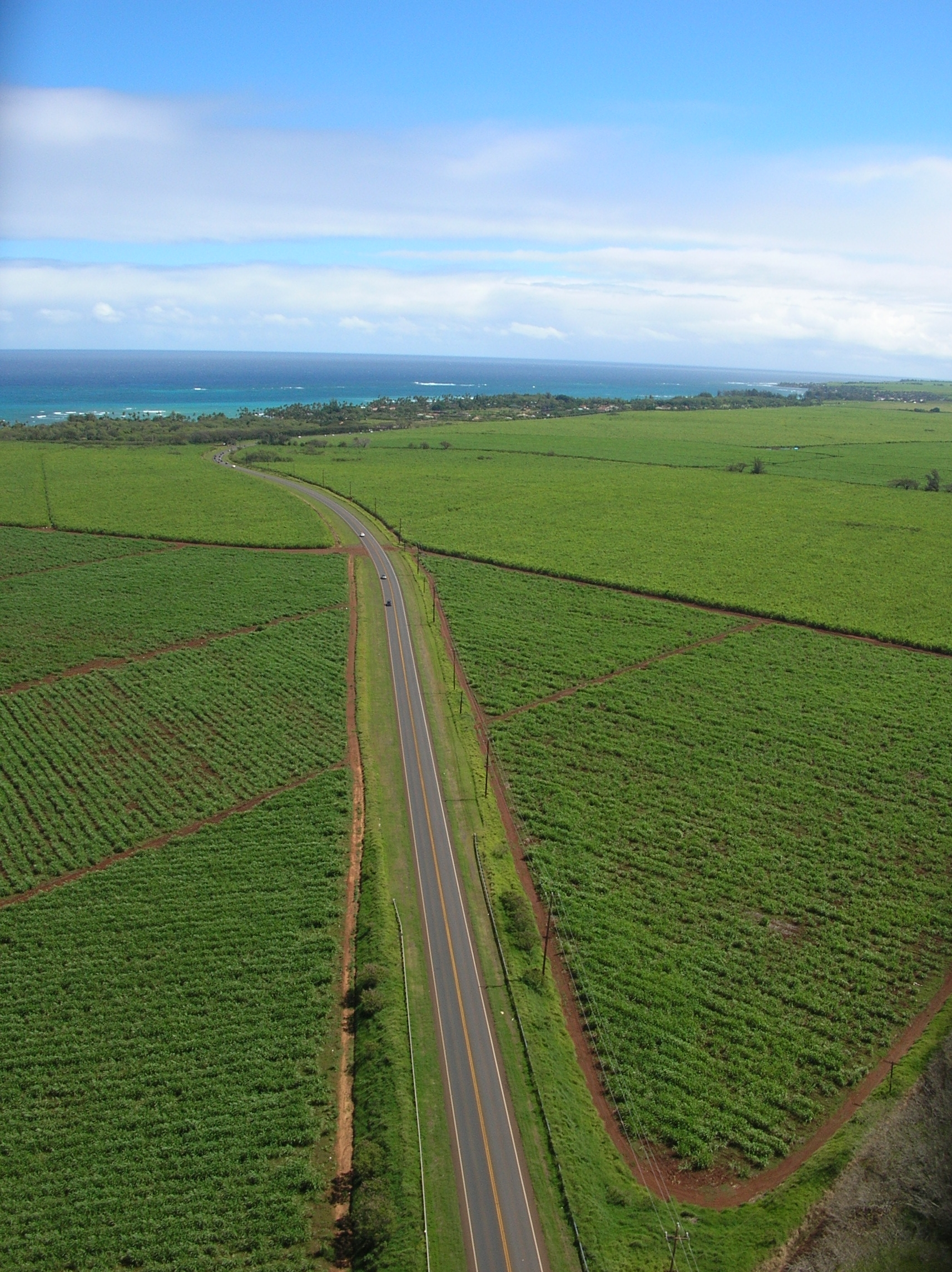
Plantáž leucény bělohlavé